# ツール・ド・フランス1939
ツール・ド・フランス1939は、ツール・ド・フランスとしては33回目の大会。1939年7月10日から7月30日まで、全18ステージで行われた。この開催の後、第二次世界大戦のため、1947年までツールの開催は中断された。

## 総合成績
| 順位 | 選手名                       | 国籍           | 時間            |
| ---- | ---------------------------- | -------------- | --------------- |
| 1    | シルヴェール・マース         | ベルギー       | 132時間03分17秒 |
| 2    | ルネ・ヴィエット             | フランス       | +30分38秒       |
| 3    | ルシアン・フラミンク         | ベルギー       | +32分08秒       |
| 4    | マティアス・クラマン         | ルクセンブルク | +36分09秒       |
| 5    | エドワール・ヴィセール       | ベルギー       | +38分05秒       |
| 6    | シルヴァン・マルセル         | フランス       | +45分16秒       |
| 7    | アルベルティン・ディソー     | ベルギー       | +46分54秒       |
| 8    | ヤン・ランブリッシュ         | オランダ       | +48分01秒       |
| 9    | アルベール・リトゼルヴェルト | ベルギー       | +48分27秒       |
| 10   | シリアル・ヴァノヴェルベルヘ | ベルギー       | +49分44秒       |

### マイヨ・ジョーヌ保持者
| 選手名               | 国籍     | 首位区間   |
| -------------------- | -------- | ---------- |
| アメデ・フルミエ     | フランス | 第1        |
| ロマン・マース       | ベルギー | 第2(a)     |
| ジャン・フォンタネ   | フランス | 第2(b)-第3 |
| ルネ・ヴィエット     | フランス | 第4-第14   |
| シルヴェール・マース | ベルギー | 第15-最終  |

### 各部門賞結果
| 第33回 ツール・ド・フランス 1939 |                                         |
| 全行程                           | 18区間、 4224km                         |
| 総合優勝                         | シルヴェール・マース 132時間03分17秒    |
| 2位                              | ルネ・ヴィエット +30分38秒              |
| 3位                              | ルシアン・フラミンク +32分08秒          |
| 4位                              | マティアス・クラマン +36分09秒          |
| 5位                              | エドワール・ヴィセール +38分05秒        |
| 山岳賞                           | シルヴェール・マース 86ポイント         |
| 2位                              | エドワール・ヴィセール 84ポイント       |
| 3位                              | アルベール・リトゼルヴェルト 71ポイント |